# Rociverine
Rociverine là một thuốc kháng muscarinic.